# 東部州 (サウジアラビア)
東部州（とうぶしゅう、アラビア語: المنطقة الشرقية Ash-Sharqīyah）は、サウジアラビア最大の州である。州都はダンマーム。知事はサウード・ビン・ナーイフ王子である。面積710,000km²、人口5,125,254人(2022年国勢調査)。

## 歴史
1970年代からキング・ハリド軍事都市の建設を開始。
イラン・イラク戦争（1980年 - 1988年）。
1987年に完成した。1990年、イラクのサッダーム・フセインがクウェート侵攻。湾岸戦争（1990年 - 1991年）。

## 地理
サウジアラビアの東部のペルシャ湾の沿岸に位置する。 クウェート、カタール、 アラブ首長国連邦、オマーン 、イエメンの各国に国境を接する。海を隔てているものの、アル・コバールにあるキング・ファハド・コーズウェイを経由して島国のバーレーンとも道路が続いている。

## 産業
世界最大のガワール油田がありサウジアラビアの石油生産量の60%以上を産出している。

## 隣接州
- ムサンナー県
- ジャハラー県
- アハマディ県
- ライヤーン
- アル＝ワクラ
- アブダビ
- ザーヒラ行政区
- ウスタ行政区
- ドファール特別行政区
- ナジュラーン州
- リヤード州
- カスィーム州
- 北部国境州

## 下位行政区画

東部州の県

- الدمام (مقر الإمارة) - 中心都市：ダンマーム
- محافظة الأحساء
- محافظة حفر الباطن
- محافظة الجبيل
- محافظة القطيف
- محافظة الخبر
- محافظة الخفجي
- محافظة رأس تنورة
- محافظة بقيق
- محافظة النعيرية
- محافظة قرية العليا
- محافظة العديد
- محافظة البيضاء (السعودية)

## 住民

### 宗教
サウジアラビアで最もシーア派の人口が多い地域であり、財団法人中東経済研究所の調査によると人口の42.5%がシーア派であると推計されている。